# Düren
Düren – miasto powiatowe w Niemczech, w kraju związkowym Nadrenia Północna-Westfalia, w rejencji Kolonia, siedziba powiatu Düren. W roku 2010 liczba mieszkańców wynosiła 92 820. Miasto położone niedaleko pasma górskiego Eifel. Przez centrum miasta przepływa rzeka Rur. Miasto należy do euroregionu Maas-Rhein.

## Położenie geograficzne
Miasto leży między rzekami: Moza i Ren. Znajduje się na północnym krańcu pasma górskiego Eifel. Najwyższy punkt w mieście leży na wysokości 225 m n.p.m.

## Transport

### Transport drogowy
Niedaleko miasta położona jest Autostrada A4. Przez miasto przebiegają drogi krajowe: B56, B264 oraz B399.

### Transport kolejowy
Düren posiada bezpośrednie połączenia kolejowe z dużymi miastami, takimi jak: Kolonia, Düsseldorf, Essen, Dortmund, lub Frankfurt nad Menem. W regionie miasta funkcjonuje również kolej regionalna Rurtalbahn, którą obsługują autobusy szynowe. Łączy ona pobliskie miasteczka i miejscowości (Akwizgran, Jülich i in.) z miastem.

### Transport lotniczy
Około 30 km od miasta znajduje się port lotniczy Kolonia/Bonn. Lotnisko posiada połączenia ze wszystkimi ważnymi lotniskami w Europie.

### Komunikacja miejska
Komunikację w mieście ma pod opieką spółka Düren Kreisbahn, która obsługiwała 40 linii autobusowych.

## Media

### Radio
W mieście znajduje się siedziba Radia Rur. Nadaje ono całą dobę na falach 92,7 MHz i 107,5 MHz.

### Gazety
W mieście wydawane są trzy ważne, regionalne gazety:
- Dürener Zeitung – gazeta codzienna
- DN-Woche – tygodnik
- Super Sonntag – tygodnik wydawany tylko w niedzielę

## Sport
- Evivo Düren – klub piłki siatkowej mężczyzn

## Kultura
- w mieście corocznie w sierpniu odbywa się ogromna impreza znana w całych Niemczech Annakirmes.

## Współpraca
Miejscowości partnerskie:
- Altmünster, Austria (kontakty utrzymuje dzielnica Niederau)
- Cormeilles, Francja
- Ereğli, Turcja
- Gradačac, Bośnia i Hercegowina
- Jinhua, Chiny
- Lechbruck am See, Bawaria (kontakty utrzymuje dzielnica Lendersdorf)
- Stryj, Ukraina
- Valenciennes, Francja